# Kai Häfner
Kai Häfner, né le 10 juillet 1989 à Schwäbisch Gmünd, est un handballeur allemand évoluant au poste d'arrière droit.
Avec l'équipe nationale d'Allemagne, il est notamment champion d'Europe 2016 et vice-champion olympique en 2024.

## Palmarès

### En équipe nationale
Ses résultats en équipe nationale sont :
Jeux olympiques
- Médaille de bronze aux Jeux olympiques de 2016 au Brésil
- 6e place aux Jeux olympiques de 2021
- Médaille d'argent aux Jeux olympiques de 2024 à Paris

Championnats du monde
- 9e place au Championnat du monde 2017 en France
- 4e place au Championnat du monde 2019 en Allemagne/Danemark
- 12e place au Championnat du monde 2021
- 5e place au Championnat du monde 2023

Championnats d'Europe
- Médaille d'or au Championnat d'Europe 2016 en Pologne
- 9e place au Championnat d'Europe 2018 en Croatie
- 7e place au Championnat d'Europe 2022
- 4e place au Championnat d'Europe 2024